# Захар Беркут (повість)
«Заха́р Бе́ркут» (повна назва «Захар Беркут. Образ громадського життя Карпатської Русі в XIII столітті») — історична повість письменника Івана Франка у жанрі історичного епосу про боротьбу у XIII столітті українського карпатського племені проти нашестя монголів.
Повість написано за півтора місяця з 1 жовтня до 15 листопада 1882 року на конкурс, оголошений львівським часописом «Зоря». Вперше видано у цьому ж часописі у журнальному форматі у 9 номерах за 1883 рік.
Повість «Захар Беркут» вважається однією з найуспішніших повістей в українській літературі: за понад 135 років з часу написання повісті, в оригіналі українською її перевидали вже сотні разів загальним накладом понад 5 млн примірників. Крім того, повість є одним із найвідоміших представників української літератури за кордоном: перший переклад іноземною мовою з'явився 1889 року вже через 7 років після друку оригіналу й опісля книгу було перекладено вже повністю приблизно на 20 мов[⇨].

## Сюжет

Внутрішній титул видання Держлітвидаву 1960 року авторства Валентина Литвиненка

Повість відкривається роздумами про те, які зубожілі та боязкі стали люди. А все через те, що вони не розуміють, яку силу дає єдність народу. Стара жінка згадує легенду про Захара Беркута, котрий у давнину згуртував людей проти монгольських загарбників і здобув перемогу. Основні події відбуваються 1241 року як розгорнутий опис тієї легенди.
Боярин Тугар Вовк прибуває з донькою Мирославою в Тухольщину на краю Карпат, де князь Данило подарував йому землі. Тугар влаштовує полювання на ведмедів зі своїми дружинниками. Максим, син місцевого старійшини Захара Беркута, приєднується до полювання й очолює групу мисливців. З ним вирушає і боярська дочка Мирослава, та під нею провалюється стара кладка, і дівчина падає у ведмеже лігво. Ведмедиця ледве не вбиває її, та Мирославу рятує Максим. Тугар, однак, не поспішає із вдячністю, бо невдоволений, що тухлянці не визнають його влади. Мирослава закохується в Максима, та Тугар категорично проти їхніх стосунків. Закохані, проте, таємно зустрічаються.
Боярин намагається відібрати майно тухольців і узурпувати владу, посилаючись на указ Данила. Та тухольці відповідають, що земля належить її жителям і більш нікому, а всі питання вони вирішують на загальній раді. Тугар неохоче погоджується прибути на раду. Під час ради боярин перелічує свої військові заслуги, але проти нього свідчить Митька Вояка, що служив у війську Тугара. Він розповідає, що Тугар перейшов на бік монголів ще під час битви на Калці. Тугар убиває Митька, і громада проганяє вбивцю. Залишивши загін воїнів охороняти свій дім, боярин із Мирославою їде до монголів.
Згодом Тугар Вовк супроводжує десятитисячне монгольське військо під командуванням Бурунди-бегадира, яке вирушило на тухольський перевал. Хоча з одного боку перевалу монголів вдається зупинити, вони прориваються з іншого. Максим командує обороною, проте монголи долають її, вбиваючи захисників, а Максима за наказом Тугара беруть у полон.
Тухольці збираються на раду, де їхні думки розділяться: частина бажає атакувати монголів, частина ж вважає, що краще здатися. Мирослава тікає від батька й прибуває на раду з попередженням про наближення другої хвилі монголів. Захару вона розповідає, що Максим живий, а не загиблий, як вважають. Також вона вчить тухольців як організувати оборону: зробити укріплення та бойові машини. Тим часом Тугар намагається переманити Максима на свій бік, обіцяє винагороду, якщо той приєднається до монголів і проведе їх через Карпати на захід. Мирослава повертається до батька та розповідає Максимові як тухольці облаштовують оборону.
Тугар прибуває до Захара як посол Бурунди й пропонує здатися, обіцяючи не вбивати більш нікого. Отримавши відмову, він їде до монголів, але вже задумується, що ті його вб'ють, коли боярин перестане бути їм корисний. За порадою Захара тухольці повалюють священну скелю, щоби перекрити річку. Долину села, у якій перебувають монголи, починає затоплювати. Бурунда пропонує обміняти життя Максима на свободу, але йому відмовляють. Тоді він замахується, щоб убити полоненого, але Тугар Вовк відрубує йому руку, рятуючи Максима.
Тугар Вовк, Бурунда та десятитисячне військо монголів гинуть під потоком води, а Максиму з Мирославою вдається врятуватися. Відчуваючи, що помирає, Захар Беркут виголошує пророчі слова: громадську єдність, завдяки якій було здобуто перемогу, буде втрачено, — лихі часи настануть для народу, але з часом вона відродиться, і настануть щасливі часи відновлення. Сказавши промову, Захар помирає щасливим.
У кінці твору автор риторично запитує, чи не настала та щаслива доба, про яку, помираючи, говорив старий Захар Беркут.

## Головні герої

Палітурка видання Дніпра 1974 року авторства Георгія Якутовича

- Захар Беркут — тухольський старійшина, знахар. Усе життя віддав служінню громаді. Замолоду три роки вчився лікарської справи в монаха Акинтія та подорожував по Русі.
- Максим Беркут — наймолодший син Захара, перейняв ідеали батька, хоробро б'ється в першій сутичці з монголами. Закоханий у боярську дочку — Мирославу.
- Тугар Вовк — боярин, якому князь Данило Галицький подарував землі Тухольчини. Вважає себе вищим за громаду й хоче встановлювати нові порядки. Відмовляється віддавати Мирославу за Максима, бо вважає простого смерда недостойним боярської дочки. Видав монголам плани руської дружини напередодні битви на Калці, та знову стає зрадником, приводячи монголів до Тухлі.
- Мирослава — дочка Тугара Вовка. Не поділяє батьківського ставлення до простих селян і відповідає Максиму на його почуття взаємністю. Невдало відмовляє батька від зради, і сама переходить на бік тухольців.
- Бурунда — монгольський командир, що вирізняється силою та жорстокістю, але не воєнною мудрістю. Веде десятитисячне військо на тухольський перевал.

## Аналіз твору
В основі сюжету лежать деякі народні перекази про потоплення татар і про те, що на місці теперішньої Тухлі було гниле («тухле») озеро (від нього, за народною етимологією, походить назва села), в якому нічого не жило; і навіть про самого Захара Беркута. На цьому легендарному матеріалі, автор розвиває думку про перевагу народовладдя над феодалізмом. Повість «Захар Беркут» на прикладі Тухольщини описує справедливий республіканський устрій громад Карпатської Русі, що протиставляється свавільній князівській владі. «Провідним мотивом її є народницький постулят, що мовляв, народ, селянство, переможе своїм громадським ладом і дружністю».

## Критика
Омелян Партицький критикував книжку за невідповідність історії Русі та ідеалізацію громад: 
«Історія республік Новгородської, Псковської й інших доказує власне противні результати, а іменно, що в часах злиденних належить лучитися під одну хоругов, а не дробитися на атоми. Я знаю історію громад старинних і знаю їхню роботу. Не добро загалу, а егоїзм, крайній егоїзм руководив такими організмами: спори за межі, сіножаті, ба, навіть про одинокі деревця, студні і т. д.». 
Борис Грінченко критикував повість за ідеалізацію громад:
«і ідеальне життя тухольської громади в федераційній спілці з іншими громадами».
і за образ Захара Беркута: 
«і цей Захар Беркут, що говорить то як классичний герой, то як старозавітний пророк, то як соціяліст XX віку в дусі того „громадівства“, чи „громадства“ (він навіть слово це вживає), яке популярізувала в нас „Громада“ Драгоманова»;
та Мирослави: 
«і ця надзвичайна Мирослава, що „ніколи не переставала бути женщиною: ніжною, доброю, з живим чутям і скромним стидливим лицем“, а тим часом боролася не тільки з ведмедями, але й з татарським військом, бо була в тухольців за військового інженера, керуючи їх нападами на татар та навчаючи їх робити машини до стріляння, у справі ж свого кохання поводилася так, як на думку Івана Франка повинна поводитися жінка в ХХ-му віці».
Проте, Грінченко відмічав і позитивні риси твору. Він хвалив захопливий драматичний сюжет твору, детальний опис місцевості та загибелі татар, «історично неправдивий, але сімпатичний проповідь кращого громадського ладу».

## Видання

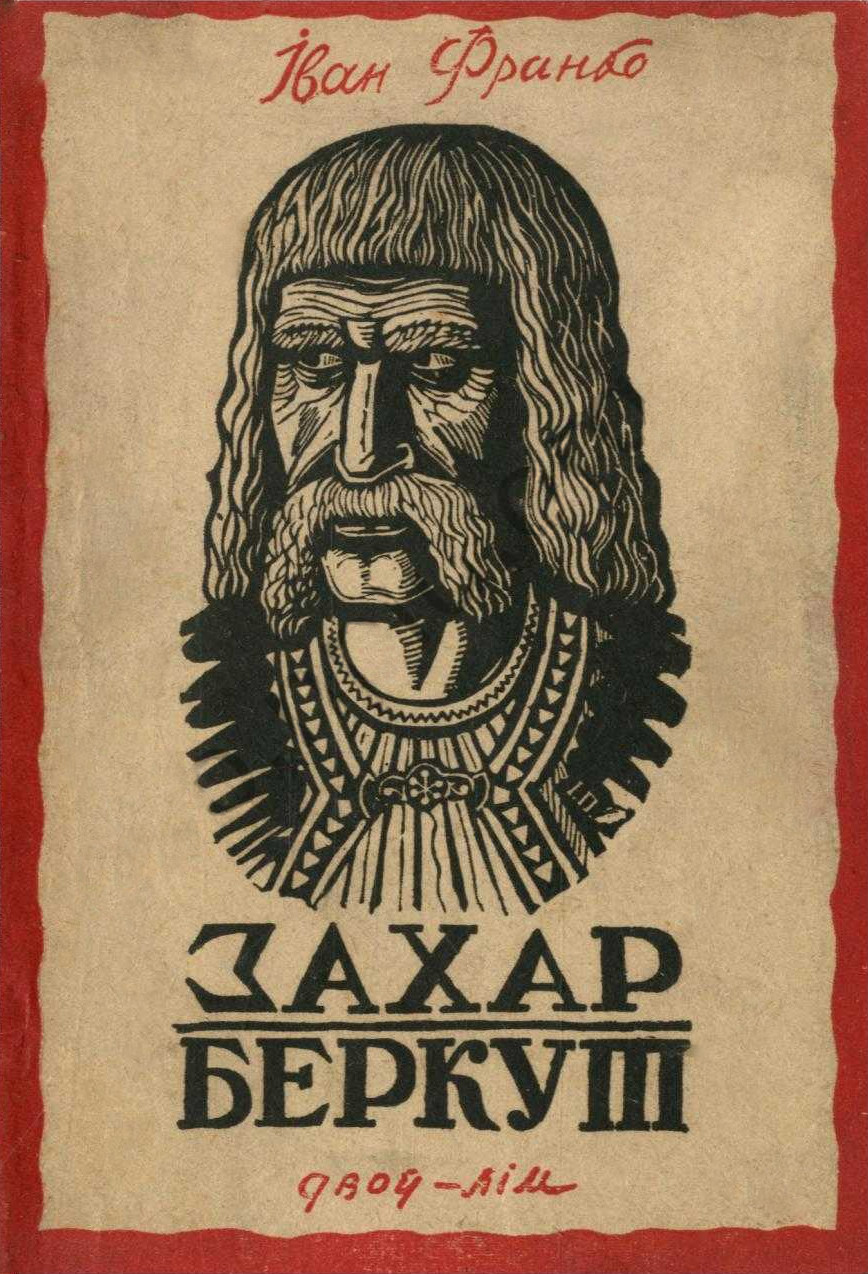
Палітурка видання ЛіМу 1932 року авторства Івана Падалки

### Першодруки в оригіналі

Палітурка видання Каменяра 1986 року авторства Івана Крислача

Вперше надруковано в журналі «Зоря» у 1883 році у № 7-15. Після журнального друку у тому ж 1883 році повість вийшла окремою книгою у Львові у «Друкарні Товариства ім. Шевченка»: твір було опубліковано без суттєвих змін і відхилень від першодруку, проте в текст повісті внесено деякі мовноправописні поправки.
1902 року у Львові у цій же «Друкарні Товариства ім. Шевченка» накладом «Українсько-руської видавничої спілки» вийшло друге видання повісті з деякими мовноправописними поправками автора. Усі наступні видання твору були передруками саме видання 1902 року.
- Франко, Іван (1883). Захар Беркут. Львів: Друкарня Товариства ім. Шевченка під зарядом К. Бернадського. с. 184 стор. {{cite book}}: Недійсний |nopp=n (довідка) (1-ше вид., накладом редакції «Зоря»)
- Франко, Іван (1902). Захар Беркут. Львів: Друкарня Товариства ім. Шевченка під зарядом К. Бернадського. с. 224 стор. {{cite book}}: Недійсний |nopp=n (довідка) (2-ге вид., накладом «Українсько-руської видавничої спілки»)

### Відеокниги в оригіналі
- Франко, Іван. Захар Беркут (відеокнига з аудіосупроводом та ілюстраціями) (2023). Текст читає: Жук Ірина. Київ: ГО «Вухо» (вільний доступ для некомерційного використання з освітньою метою). Формат: Список відтворення на youtube)

### Аудіокниги в оригіналі
- Франко, Іван. Захар Беркут (аудіокнига) (2006). Текст читає: Борис Лобода; звукорежисер: Д. Бондаренко. Київ: «Українська аудіокнига», студія звукозапису «Книга вголос». Час звучання: 8 год 02 хв (до аудіокниги окрім «Захара Беркута» включено «Украдене щастя», час звучання: 2 год 31 хв; загальний час 10 год 32 хв)[7].
  - (перевидання) Франко, Іван. Захар Беркут (аудіокнига) (2012). Текст читає: Борис Лобода; звукорежисер: І. Гнуча. Київ: Наш Формат, студія звукозапису МА «Наш формат». Час звучання: 7 год 51 хв. Формат: 1 CD (mp3) (до аудіокниги окрім «Захара Беркута» включено «Украдене щастя», час звучання: 2 год 31 хв; загальний час 10 год 33 хв.)[8].
  - (перевидання) Франко, Іван. Захар Беркут (аудіокнига) (2019). Текст читає: Борис Лобода; звукорежисер: І. Гнуча. Київ: Наш Формат; Київ: АБУК. Час звучання: 7 год 50 хв. Формат: цифрове аудіо/mp3[9].
- Франко, Іван. Захар Беркут (аудіокнига) (2015). Текст читає: невідомо. Київ: «Аудіокнига.UA». Час звучання: 6 год 35 хв. Формат: цифрове аудіо/mp3[10].
- Франко, Іван. Захар Беркут (аудіокнига) (2019). Текст читає: Лючія Свєтлая. Москва: «Мультімєдійнає ізданіє Стрєльбіцкава». Час звучання: 6 год 45 хв. Формат: цифрове аудіо/mp3[11].

### Виданняшрифтом Брайляв оригіналі
- Франко, Іван (2015). Захар Беркут у 3 кн. [шрифтом Брайля]. Київ. с. 65 арк. + 60 арк. + 57 арк. {{cite book}}: Недійсний |nopp=n (довідка) Видання за підтримки Благодійної організації «Фонд родини Нечитайло»[12]

### Видання в перекладі іншими мовами
Повість було перекладено низкою іноземних мов. Більшість видань «Захара Беркута» іншими мовами виходили окремими книгами, хоча були й переклади, які виходили лише в часописах. Так, найпершим з усіх перекладів «Захара Беркута» був переклад польською, виконаний Марією Семашко й надрукований 33-ма частинами в газеті «Dziennik Łódzki», починаючи з 25 квітня (№ 94) й по 25 червня 1889 року (№ 140).
- (польською) Franko, Iwan (1889). Zachar Berkut. Tłumaczenie z ukraińskiego (z upoważnienia autora): Marya Siemaszko. Łódz: Dziennik Łódzki. с. 33 номери. {{cite book}}: Недійсний |nopp=n (довідка)
- (російською) Франко, Иван (1929). Захар Беркут. (Творчество народов СССР). Перевод с украинского: В. Ф. Дуткевич. Москва; Ленинград: ГИЗ. с. 196 с. {{cite book}}: Недійсний |nopp=n (довідка)
- (чеською) Franko, Ivan (1931). Horský orel: Zachar Berkut. Z ukrajinského" přeložil: Jiří Hajevský. Praha: František Rebec. с. 212 s. {{cite book}}: Недійсний |nopp=n (довідка)
- (німецькою) Franko, Iwan (1933). Sachar Berkut (PDF). Aus dem ukrainischen übersetzt: A. Schwarz. Charkiw; Kyjiw: Literatura i Mysteztwo. с. 304 p. Архів оригіналу (PDF) за 1 вересня 2019. {{cite book}}: Недійсний |nopp=n (довідка)
- (польською) Franko, Iwan (1940). Zachar Berkut. Tłumaczenie z ukraińskiego: Stefan Rudniański. Kijów; Lwów: Państwowe wydawnictwo mniejszości narodowych USSR. с. 190 s. {{cite book}}: Недійсний |nopp=n (довідка)
- (російською) Франко, Иван (1942). Захар Беркут. Перевод с украинского: Вл. Россельс. Новосибирск: Гослитиздат. с. 204 с. {{cite book}}: Недійсний |nopp=n (довідка)
  - (передрук) Франко, Иван. Захар Беркут (1956) // Франко, Иван (1956). Избранное. Перевод с украинского: Вл. Россельс. Москва: Гослитиздат. с. 688 с.: 387-540. {{cite book}}: Недійсний |nopp=n (довідка)
  - (передрук) Франко, Иван. Захар Беркут (1956) // Франко, Иван (1956). Избранное. (Библиотека для юношества). Перевод с украинского: невідомо, але ймовірно Вл. Россельс[d]. Москва: Московский рабочий. с. 688 с.: ?-?. {{cite book}}: Недійсний |nopp=n (довідка); стрип-маркер ref в |інші= на позиції 78 (довідка)
  - (передрук) Франко, Иван. Захар Беркут (1957) // Франко, Иван (1957). Сочинения в 10 томах. Том 4. Перевод с украинского: невідомо, але ймовірно Вл. Россельс[d]. Ленинград: Гослитиздат. с. 703 с.: ?-?. {{cite book}}: Недійсний |nopp=n (довідка); стрип-маркер ref в |інші= на позиції 78 (довідка)
  - (передрук) Франко, Иван. Захар Беркут (1983) // Франко, Иван (1983). Избранные сочинения. (Школьная библиотека). Перевод с украинского: невідомо, але ймовірно Вл. Россельс[d]. Киев: Днипро. с. 472 с.: ?-?. {{cite book}}: Недійсний |nopp=n (довідка); стрип-маркер ref в |інші= на позиції 78 (довідка)
  - (передрук) Франко, Иван. Захар Беркут (2014) // (Иван Франко; В. Ф. Карпенко (2014). Захар Беркут; Яр, ордынский князь. Перевод с украинского: невідомо, але ймовірно Вл. Россельс[d]. Москва: Подвиг СМ. с. 284 с.: ?-?. {{cite book}}: Недійсний |nopp=n (довідка); стрип-маркер ref в |інші= на позиції 78 (довідка)
- (англійською) Franko, Ivan (1944). Zakhar Berkut (PDF). Translated from the Ukrainain: Theodosia Boresky. New York: Theo. Gaus' sons, inc. с. 230 p. Архів оригіналу (PDF) за 31 серпня 2019. {{cite book}}: Недійсний |nopp=n (довідка)
- (російською) Франко, Иван (1946). Захар Беркут. (Школьная библиотека). Перевод с украинского: П. Карабан. Москва; Ленинград: Детгиз. с. 176 с. {{cite book}}: Недійсний |nopp=n (довідка)
  - (передрук) Франко, Иван (1950). Захар Беркут // Франко, Иван (1950). Избранные сочинения у 5 т.: Том 4. Перевод с украинского: невідомо, але ймовірно П. Карабан[d]. Москва: Гослитиздат. с. 735 с.:?-?. {{cite book}}: Недійсний |nopp=n (довідка); стрип-маркер ref в |інші= на позиції 76 (довідка)
  - (передрук) Франко, Иван (1953). Захар Беркут. (Массовая серия). Перевод с украинского: П. Карабан. Москва: Гослитиздат. с. 159 с. {{cite book}}: Недійсний |nopp=n (довідка)
  - (передрук) Франко, Иван (1954). Захар Беркут // Франко, Иван (1954). Избранное. Перевод с украинского: невідомо, але ймовірно П. Карабан[d]. Ленинград: Газетно-журнальное и книжное изд-во. с. 652 с.:?-?. {{cite book}}: Недійсний |nopp=n (довідка); стрип-маркер ref в |інші= на позиції 76 (довідка)
- (узбецькою) Франко, Иван (1947). Захар Бургут. Русчадан  тарж.:[e] М. Исмоилий. Ташкент: Уздавнашр. с. 208 с. {{cite book}}: Недійсний |nopp=n (довідка); стрип-маркер ref в |інші= на позиції 17 (довідка)
- (болгарською)[f] Франко, Иван (1948). Захар Беркут. Превод от руски: Атанас Далчев. София: Народна младеж. с. 194 с. {{cite book}}: Недійсний |nopp=n (довідка)
- (сербською) Franko, Ivan (1949). Zahar Berkut. Preveo s ruskog: Aleksandar Đurić. Beograd: Novo pokolenje. с. 184 s. {{cite book}}: Недійсний |nopp=n (довідка)
- (угорською) Franko, Ìvan (1950). Zahar Berkut. Fordította az ukrán: Sándor Koltai. Budapest: Új Magyar Könyvkiadó. с. 178 s. {{cite book}}: Недійсний |nopp=n (довідка)
- (польською) Franko, Iwan (1950). Zachar Berkut. Tłumaczenie z rosyjskiego: Irena Tuwim-Stawińska. Warszawa: Książka i Wiedza. с. 187 s. {{cite book}}: Недійсний |nopp=n (довідка)
  - (передрук) Franko, Iwan (1951). Zachar Berkut. Tłumaczenie z rosyjskiego: Irena Tuwim-Stawińska. Warszawa: Książka i Wiedza. с. 156 s. {{cite book}}: Недійсний |nopp=n (довідка) (wyd. 2)
- (польською) Franko, Iwan. Zachar Berkut (1955) // Franko, Iwan (1955). Utwory wybrane: T. 2. Tłumaczenie z ukraińskiego: Zofia i Stanisław Głowiakowie. Warszawa: Czytelnik. с. 606 s.: ?-?. {{cite book}}: Недійсний |nopp=n (довідка)
  - (передрук) Franko, Iwan (1974). Zachar Berkut. Tłumaczenie z ukraińskiego: Zofia i Stanisław Głowiakowie. Lublin: Wydawnictwo Lubelskie. с. 205 s. {{cite book}}: Недійсний |nopp=n (довідка) (wyd. 2)
- (німецькою) Franko, Iwan (1955). Sturm im Tuchla-Tal: Sachar Berkut (PDF). Aus dem russischen übersetzt: Marga Bork. Berlin: Verlag Kultur und Fortschritt. с. 223 p. Архів оригіналу (PDF) за 1 вересня 2019. {{cite book}}: Недійсний |nopp=n (довідка)
- (естонською) Franko, Ivan (1956). Zahhar Berkut. Vene keelest tõlkinud J. Piik; illustreerinud V. Tolli. Tallinn: Eesti Riiklik Kirjastus. с. 190 s. {{cite book}}: Недійсний |nopp=n (довідка)
- (чеською) Franko, Ivan (1956). Zachar Berkut (PDF). Z ukrajinského" přeložil: Rudolf Hůlka. Praha: Mladá fronta. с. 171 s. Архів оригіналу (PDF) за 1 вересня 2019. {{cite book}}: Недійсний |nopp=n (довідка)
- (словацькою) Franko, Ivan (1956). Zachar Berkut. Z ukrajinského originálu prel.: Ľudmila Pikulová. Bratislava: SNDK. с. 251 s. {{cite book}}: Недійсний |nopp=n (довідка)
  - (передрук) Franko, Ivan (1973). Zachar Berkut. Z ukrajinského originálu prel.: Ľudmila Pikulová. Bratislava: Mladé letá. с. 176 s. {{cite book}}: Недійсний |nopp=n (довідка) (edícia: Dobré slovo; vyd. 2.)
- (словенською) Franko, Ivan (1958). Zahar Berkut. Prevedeno iz ukrajinskega: Pavel Holeček. Ljubljana: Mladinska Knjiga. с. 177 s. {{cite book}}: Недійсний |nopp=n (довідка)
- (французькою) Franko, Ivan (1981). Zachar Berkout (PDF). Traduit de l’ukrainien: Ivan  Babytch. Kiev: Editions "Dnipro". с. 207 p. Архів оригіналу (PDF) за 31 серпня 2019. {{cite book}}: Недійсний |nopp=n (довідка)
- (іспанською) Franko, Ivan (1982). Zajar Bérkut (PDF). Traducción del ucraniano: Stepán Ryzvaniuk. Kiev: Editorial "Dnipro". с. 198 p. Архів оригіналу (PDF) за 31 серпня 2019. {{cite book}}: Недійсний |nopp=n (довідка)
- (німецькою) Franko, Iwan (1982). Sachar Berkut (PDF). Aus dem ukrainischen übersetzt: Sabine und Alexander Kusmin. Kiew: Verlag Dnipro. с. 220 p. Архів оригіналу (PDF) за 31 серпня 2019. {{cite book}}: Недійсний |nopp=n (довідка)
- (англійською) Franko, Ivan (1987). Zakhar Berkut (PDF). Translated from the Ukrainain: Mary Skrypnyk. Kiev: Dnipro publishers. с. 227 p. Архів оригіналу (PDF) за 31 серпня 2019. {{cite book}}: Недійсний |nopp=n (довідка)
- (англійською) Franko, Ivan (2017). Zahar Berkut. Translated from the Ukrainain: Tamik. Amazon Digital Services LLC. {{cite book}}: Недійсний |nopp=n (довідка) ebook

## Похідні твори

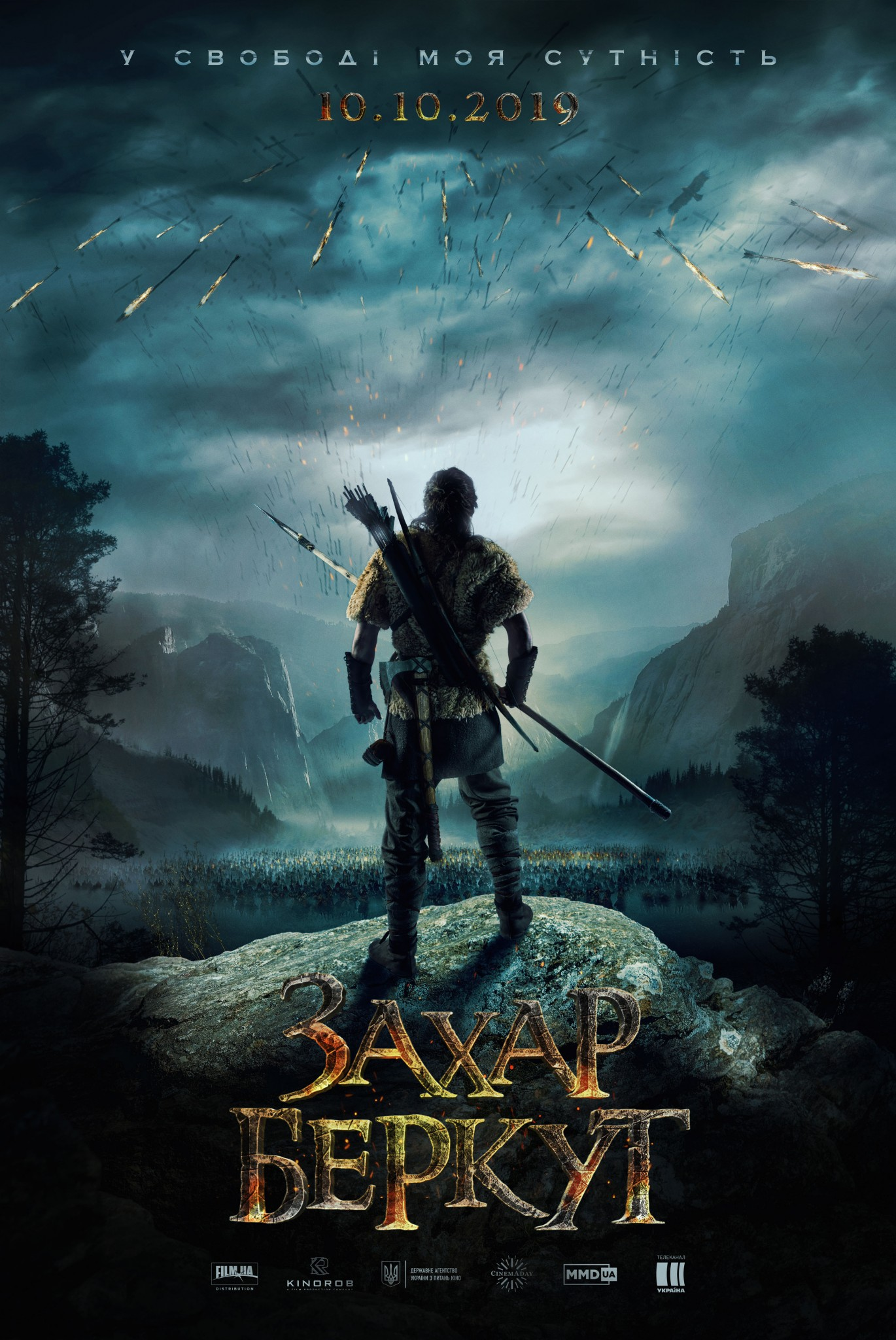
Постер фільму 2019 року

### Живопис «за мотивами»
За більш як 135 років з часу першого друку повісті «Захар Беркут», декілька відомих українських живописців створили малюнки на тему повісті. Найвідомішими ілюстраторами до «Захара Беркута» вважаються Іван Падалко (ЛіМ, видання 1928 та 1932 років), Валентин Литвиненко (Держлітвидав видання 1950, 1954, 1957 та 1960 років), Георгій Якутович (Дніпро видання 1974 року) та Іван Крислач (Каменяр видання 1986 року).

### Екранізації «за мотивами»
- Захар Беркут (1971) — український радянський художній фільм 1971 року режисера Леоніда Осики.
- Захар Беркут (2019) — українсько-американський художній фільм 2019 року режисерів Ахтема Сеітаблаєва та Джона Вінна.

### Музичні твори «за мотивами»
- Мамонтів, Яків (1930). Опера «Золотий обруч» (за романом Івана Франка "Захар Беркут"): лібретто опери Бориса Лятошинського на IV розділи 9 одмін. передмова: П. Козицький. Харків: Рух. с. 63 стор. {{cite book}}: Недійсний |nopp=n (довідка)[18]

### Видання «за мотивами»
- Франко, Петро (1928). Захар Беркут (драма на 4 дії). Коломия: Накладом видавництва подільської театральної бібліотеки в Тернополі. с. 48 стор. {{cite book}}: Недійсний |nopp=n (довідка)
- Говда, Олег (2003). Кінь Перуна (Правдива історія Захара Беркута). Львів: Піраміда. с. 256 стор. ISBN 966-7188-90-6. {{cite book}}: Недійсний |nopp=n (довідка)
  - (передрук) Говда, Олег (2018). Кінь Перуна (Правдива історія Захара Беркута). Харків: Фоліо. с. 320 стор. ISBN 978-966-03-8404-0. {{cite book}}: Недійсний |nopp=n (довідка)[19]
- Франко, Іван (2007). Захар Беркут (комікс). (Серія "Класні комікси"; №1). Обробка тексту: Леся Пархоменко, Олесь Ульяненко. Ілюстратор: Наталя Таробарова. Київ: Грані-Т. с. 80 стор. ISBN 978-966-465-0219. {{cite book}}: Недійсний |nopp=n (довідка)[20]
- Франко, Іван (2019). Захар Беркут. Легенда (комікс). Обробка тексту: Олександр Корешков. Ілюстратор: Олександр Корешков. Київ: ArtHuss. с. 48 стор. ISBN 978-617-7799-11-4. {{cite book}}: Недійсний |nopp=n (довідка)[21][22][23]

## Зауваження
1. ↑  за визначенням деяких видань — роман; див наприклад видання 1994 року: Франко, Іван (1994). Захар Беркут: роман // міститься у збірці Франко, Іван (1994). Захар Беркут: роман; Костомаров, Микола (1994). Чернігівка: повість. Київ: Український центр духовної культури. 312 стор. (Український історичний роман) ISBN 5-7707-5390-0
2. ↑  Іван Франко - Захар Беркут: часопис «Зоря»: 1883, № 7, с. 97—103; № 8, с. 117—121; № 9, с. 133—139; № 10, с. 148—159; № 11, с. 169—175; № 12, с. 185—189; № 13, с. 205—210; № 14, с. 221—226; № 15, с. 237—243.
3. ↑  повного обробленого скану першого польського перекладу Марії Семашко "Захара Беркута" наразі немає, є лише скани окремих номерів "Dziennik Łódzki" за 1889 рік, коли там друкувалася повість, зокрема скани за 1899 рік від Biblioteka Cyfrowa[15]
Част 1: № від 25 квітня (94), Част 2: № від 26 квітня (95), Част 3: № від 27 квітня (96), Част 4: № від 28 квітня (97), Част 5: № від 1 травня (99), Част 6: № від 2 травня (100), Част 7: № від 3 травня (101), Част 8: № від 4 травня (102), Част 9: № від 7 травня (104), Част 10: № від 10 травня (106), Част 11: № від 14 травня (109), Част 12: № від 15 травня (110), Част 13: № від 17 травня (112), Част 14: № від 18 травня (113), Част 15: № від 23 травня (115), Част 16: № від 24 травня (116), Част 17: № від 25 травня (118), Част 18: № від 26 травня (119), Част 19: № від 29 травня (120), Част 20: № від 30 травня (121), Част 21: № від 1 червня (122), Част 22: № від 4 червня (124), Част 23: № від 5 червня (125), Част 24: № від 6 червня (126), Част 25: № від 7 червня (127), Част 26: № від 14 червня (132), Част 27: № від 15 червня (133), Част 28 (помилк. написано 27): № від 18 червня (135), Част 29 (помилк. написано 28): № від 19 червня (136), Част 30 (помилк. написано 29): № від 20 червня (137), Част 31 (помилк. написано 30): № від 22 червня (138), Част 32 (помилк. написано 31): № від 23 червня (139), Част 33 (помилк. написано 32): № від 25 червня (140),
4. 1 2 3 4 5 6  Точних даних що б підтверджували ім'я цього перекладача наразі немає; для підтвердження чи спростування цієї тези необхідний глибокий науковий аналіз українськими мовознавцями та порівняння цього перекладу з текстами вже існуючих перекладів П. Карабана, В. Ф. Дуткевича, В. Россельса
5. ↑  переклад з російського перекладу з вид. Детгиз
6. ↑  У 1947 році Е.Георгієв переклав болгарською уривок «Захара Беркута»